# Souchay (Familie)

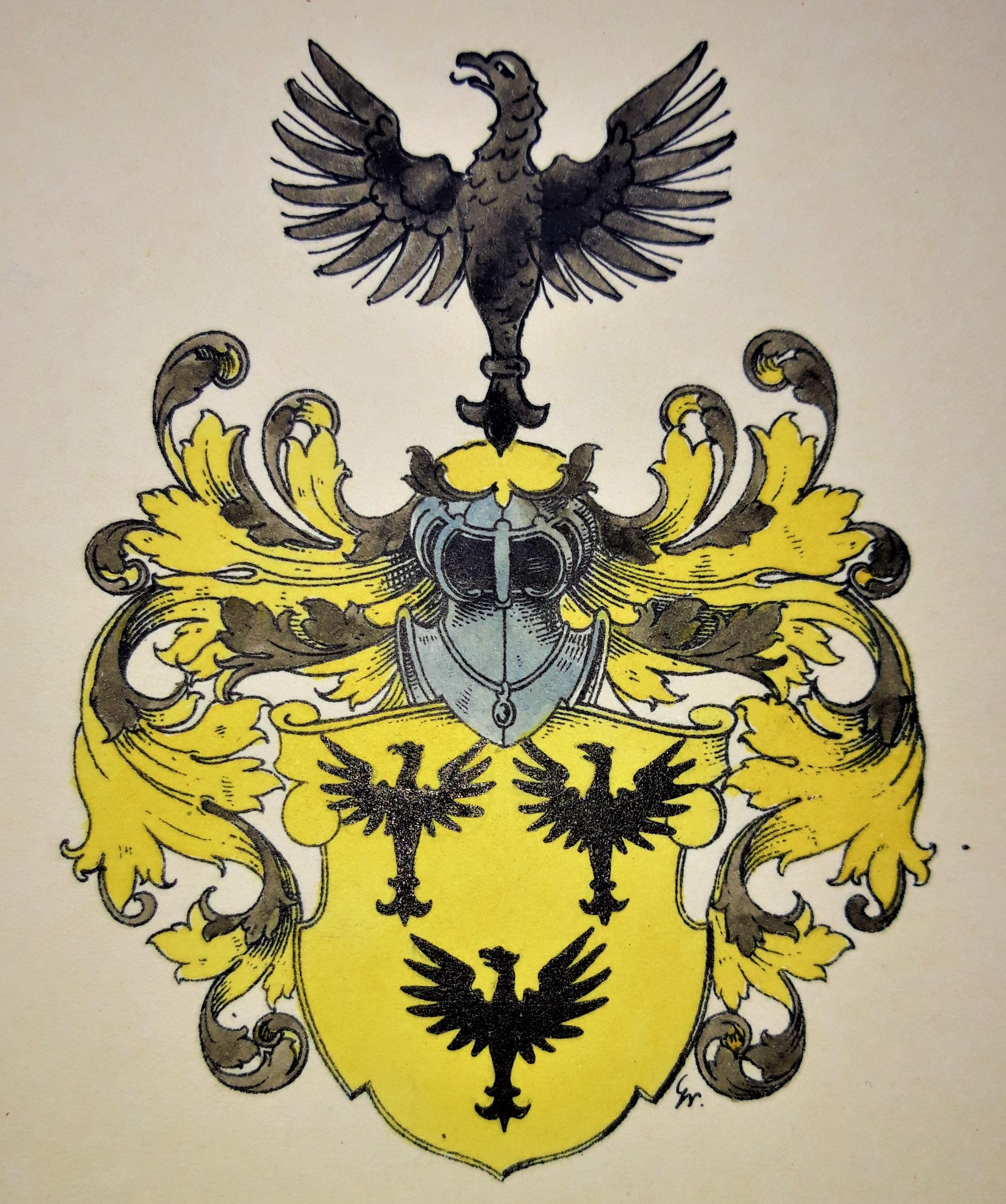
Wappen Souchay, Wappensammlung im Archiv der Hansestadt Lübeck

Souchay, vollständig Souchay de la Duboissière, ist der Name einer hugenottischen Familie, die im 18. Jahrhundert aus Frankreich zunächst nach Hanau kam. Im 19. Jahrhundert gelangte die Familie im Textilhandel zu großem Wohlstand und bildete Zweige in Frankfurt am Main, Manchester und Norddeutschland.

## Geschichte
Pierre Souchay (vor 1625–nach 1677) war Herr eines Landgutes in der Nähe von Orléans, das der Familie zur Unterscheidung von namensgleichen, aber nicht verwandten Familien den Beinamen de la Duboissière einbrachte. Dies war kein Adelstitel, auch wenn er im 19. Jahrhundert mitunter als solcher angesehen wurde. Es besteht Namensgleichheit, aber keine Stammverwandtschaft mit der Familie von Pierre-Hélène Souchay, seigneur de Montgriffon (1733–1806) und der Familie von Paul de Lamerie (= Souchay de la Merie). Die Familie Souchay de la Duboissière war französisch-reformiert; zwei der Enkel Pierres verließen nach dem Edikt von Fontainebleau um 1700 Frankreich und gingen nach Genf. Ein weiterer Enkel, Jaques Souchay (* 1689 in Gien; † 1743 in Hanau), lernte das Goldschmiedehandwerk in Paris und kam 1714 über Genf nach Hanau, wo er sich 1722 als Fabrikant von Gold- und Silberwaren (Bijouterie) selbständig machte.

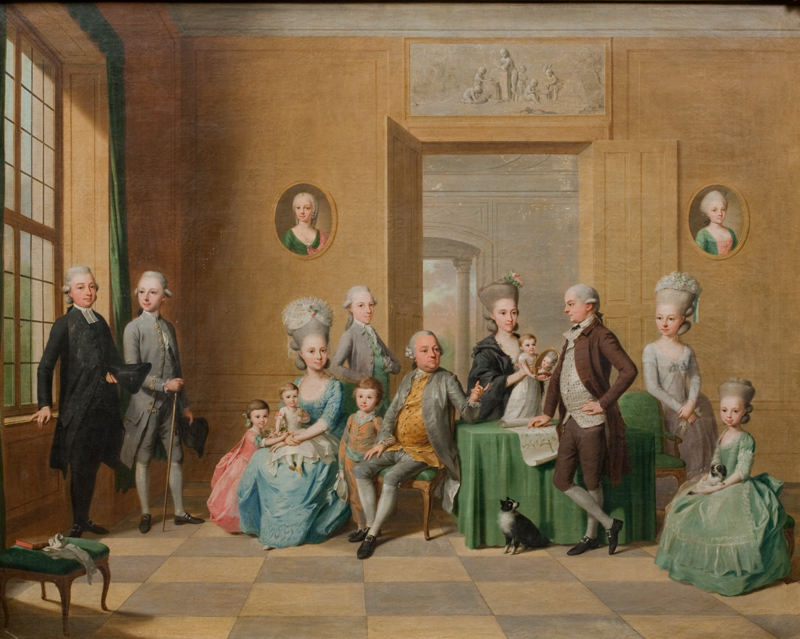
Anton Wilhelm Tischbein: Familie Souchay (1779)

Die deutschen Familienzweige gehen zurück auf Jaques’ drei Söhne Esaie, Marc André und Jean-Daniel. Esaie und Marc André führten die Manufaktur ihres Vaters als Les Frères Souchay weiter. Sie spezialisierten sich auf die Herstellung goldener Tabakdosen.
Den norddeutschen Ast bilden die Nachkommen von Esaïe Souchay (* 1723 in Hanau; † 1791 in Lübeck) und dessen Frau Anne Petronelle, geb. Varlut (1725–1769), die vor allem als Kaufleute tätig waren.
Den Frankfurter Ast begründete der Prediger der Frankfurter französisch-reformierten Gemeinde Jean-Daniel Souchay de la Duboissière (1736–1811). Dessen Sohn, der Bankier und Textilkaufmann Cornelius Carl Souchay (1768–1838) legte in der Zeit der Kontinentalsperre als „Abenteuerkapitalist“ mit ebenso gewagten wie erfolgreichen Spekulationen den Grundstock für ein global agierendes Handels- und Finanzimperium. Die Familie setzte früh auf die rasant zunehmende Bedeutung englischer Baumwollstoffe sowie der Eisenbahn (Liverpool and Manchester Railway) und wurde zu einer „der reichsten anglo-deutschen Handelsfamilien der Mitte des 19. Jahrhunderts“. Das unternehmerische Netzwerk, der Familienkapitalismus der Souchays, wurde durch strategisch geplante Heiraten mit den Familien Schunck, Benecke, Mylius und Bunge auf einer familiären Basis gefestigt. Schunck, Souchay & Co. belieferte über seine Niederlassungen in England, Frankreich, Italien und Russland den europäischen Markt.
Von den Nachfahren des Cornelius Carl Souchay haben seine Söhne Jean/Johann Daniel Souchay, Erbauer von Schloss Eckberg bei Dresden, Charles, Besitzer von Schloss Neuhof bei Coburg, und der Frankfurter Politiker Eduard Souchay sowie seine Enkelin Cécile Charlotte Sophie Mendelssohn Bartholdy und sein Urenkel Max Weber Bedeutung erlangt. Guenther Roth hebt die Bedeutung der familiären Geschichte und Prägung für Webers klassische Ansichten hervor, z. B. für Die protestantische Ethik und der Geist des Kapitalismus.
Die beträchtlichen Vermögen, die im Frankfurter und Lübecker Zweig in der ersten Hälfte des 19. Jahrhunderts durch Profit im Textilhandel entstanden, wurden in der Folge zur Sicherung des großbürgerlichen Lebensstils der Familie eingesetzt: „die allgemeine Tendenz der Vermögensentwicklung verlief vom Profit zur Rente“. Mehrere Familienmitglieder gingen nun, finanziell unabhängig, ihren künstlerischen Neigungen nach.
1961 gab es nur noch zwei männliche Träger des Namens Souchay, die Brüder und späteren Ärzte Cornelius (1945–2023) und Sebastian (* 1949), Ururenkel von Eduard Souchay.

## Wappen
Das Wappen der Familie zeigt drei, 2:1 gestellte Vögel mit ausgebreiteten Flügeln bzw. drei auffliegende Vögel. Als Helmzier ein Vogel mit offenem Flug. Die Vögel werden unterschiedlich als Adler, Falken oder auch als Enten (von französisch souce = Löffelente) beschrieben. Die Tingierung wechselt zwischen schwarz auf gold, gold auf rot und silber auf rot. Die Helmdecken sind schwarz/gold.

## Besitzungen

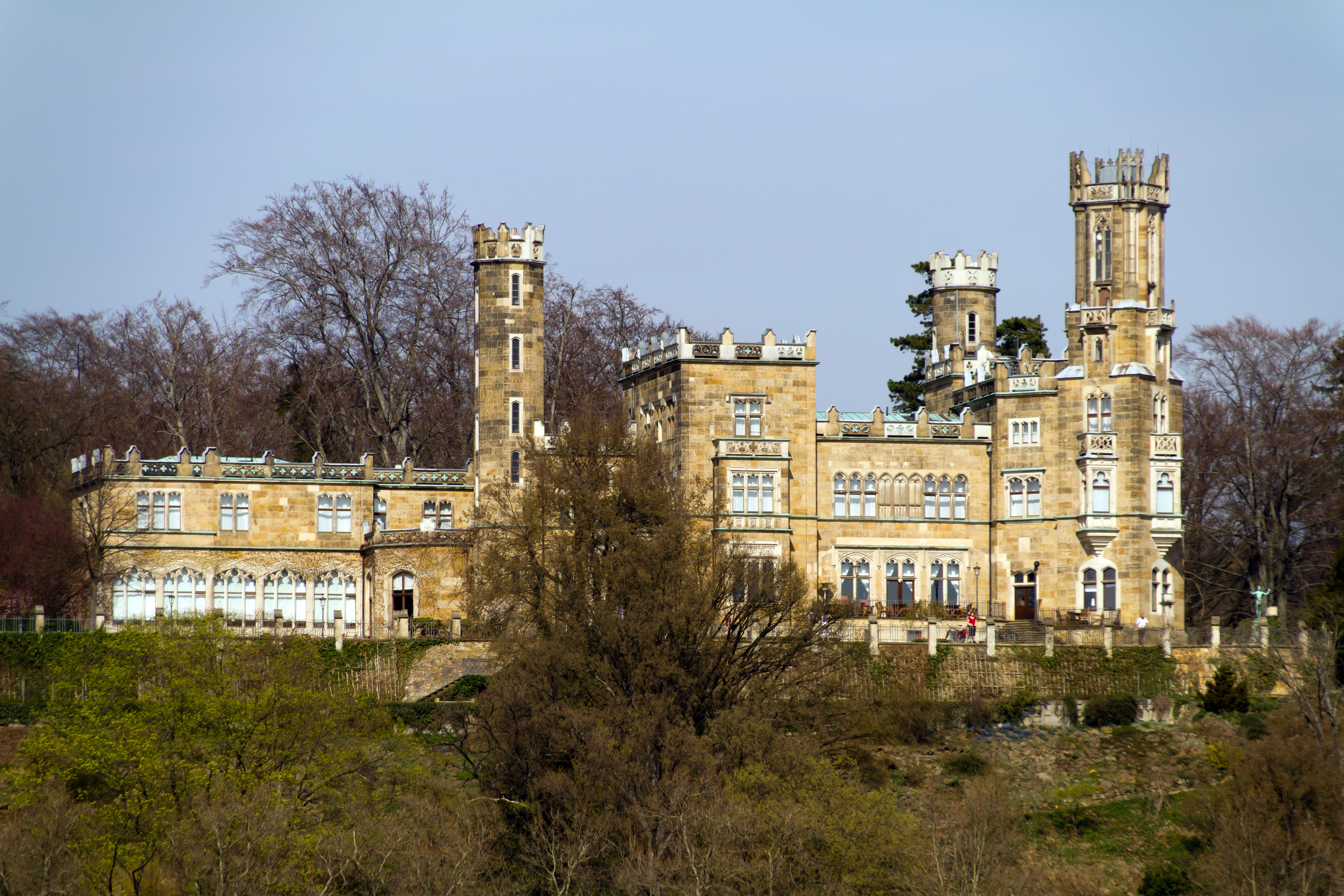
Schloss Eckberg

- Haus am Fahrtor in der Mainzer Gasse, Frankfurt am Main-Altstadt, erbaut 1809 (1944 bei den Luftangriffen auf Frankfurt am Main zerstört)
- Plantage Angerona, Kuba 1813–um 1895
- Hof Manhagen 1811–1822
- Gut Wintershagen (Sierksdorf) 1822–um 1902
- Gut Krempelsdorf, Lübeck-St. Lorenz 1823–ca. 1920
- Eltville House, Didsbury
- Gut Margarethenhof (Rohlstorf) 1859–1863
- Schloss Eckberg 1859–1883
- Schloss Neuhof 1865–1873
- Gut Künzell 1863–1934[10]

## Vertreter
- Esaie Souchay (1723–1791), Goldschmied (Les Frères Souchay) in Hanau → Lübecker Ast und Berliner Linie
  - Isaac Pierre Souchay (1748–?) 
    - Cornelio Souchay (1784–1837), Gründer der Kaffeeplantage Angerona bei Artemisa/Kuba
    - Esaie Souchay (1782–1861), erwarb 1822 das Gut Wintershagen
      - André Souchay (1812–1853), erbte die Plantage Angerona
      - Hermann Souchay (1813–1872), Miterbe der Plantage
- Marc André Souchay (1730–1811), Goldschmied (Les Frères Souchay) in Hanau → Hanauer Ast und Russischer Zweig
  - Anna Petronella Souchay (1753–1851) ⚭ Charles Colin (1749–1817)
    - Jacques Charles Colin (1825–1870) (Goldschmiede Souchay & Colin)
- Jean-Daniel Souchay de la Duboissière (1736–1811) → Frankfurter Ast

### Frankfurter Ast

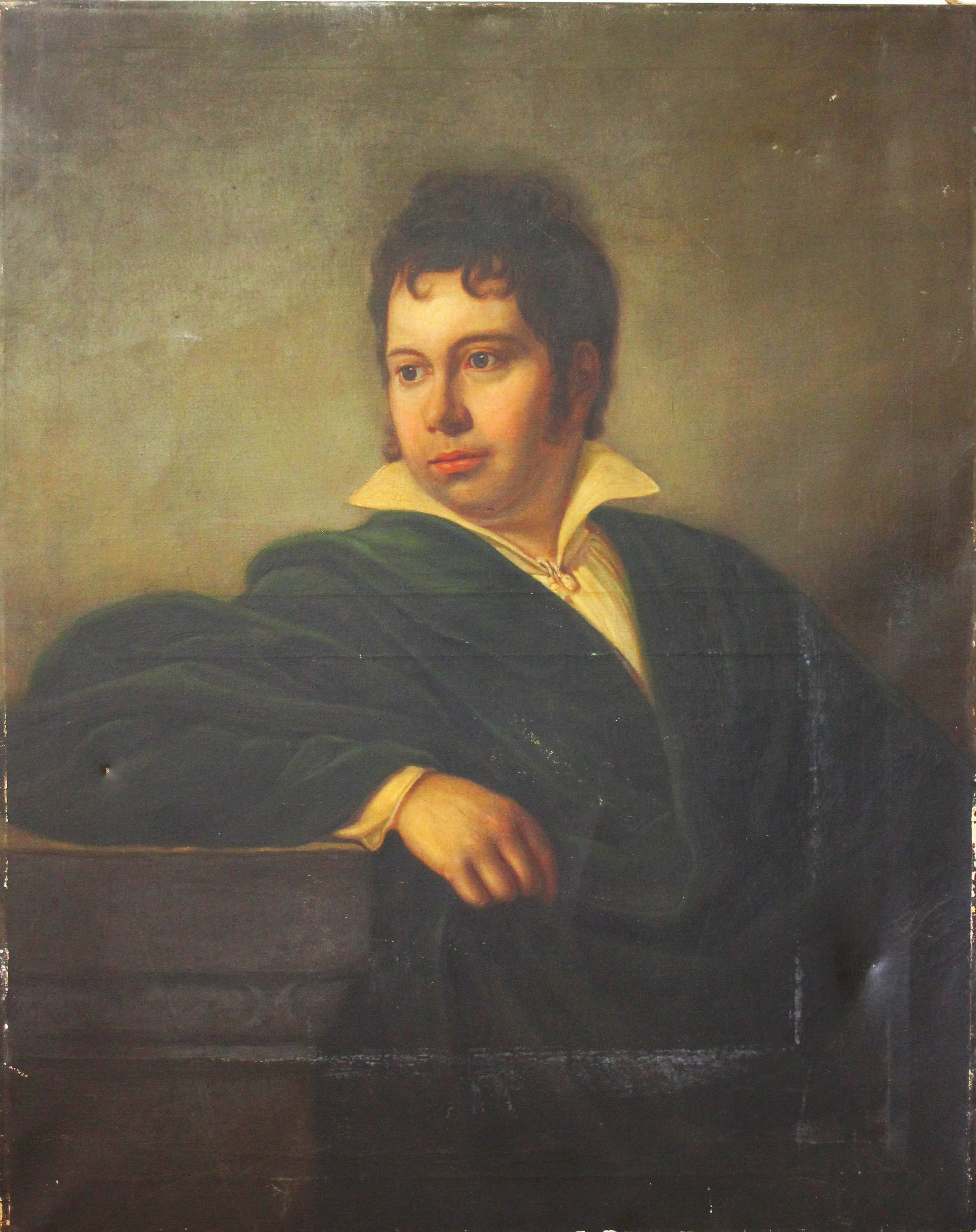
Cornelius Carl Souchay

- Cornelius Carl Souchay (1768–1838), Frankfurter Kaufmann  ⚭ Helene Schunck (1774–1851)
  - Jean/Johann/John Daniel Souchay (1798–1871), Kaufmann in Manchester, lebte ab 1859 in Dresden ⚭ Thekla Schunck (1809–1876)
  - Charles/Carl Isaac Souchay (1799–1872), Kaufmann in London und Manchester ⚭ Adelheid Dethmar (1809–1890)
    - Adelaide/Adelheid Souchay (1831–1908) ⚭ Alfred Benecke (1818–1900), Kaufmann
    - Juliet Marie Souchay (1835–1921) ⚭ Robert Lucius von Ballhausen (1835–1914), Politiker

  - Eduard Souchay (1800–1872), Frankfurter Politiker und Historiker ⚭ Helene Schmidt (1804–1888)
  - Emilie Souchay (1805–1881) ⚭ Friedrich Fallenstein (1790–1853), Regierungsrat

Zu den Töchternachkommen zählen Carl Jeanrenaud, über Cécile Mendelssohn Bartholdy die Familie Mendelssohn: Carl Mendelssohn Bartholdy, Paul Mendelssohn Bartholdy der Ältere, Otto von Mendelssohn Bartholdy, Paul Mendelssohn Bartholdy der Jüngere; Otto Baumgarten, Fritz Baumgarten; August Hausrath, Hans Hausrath; Max Weber, Alfred Weber; Otto von Dungern-Oberau; Otto Lucius von Ballhausen, Hellmuth Freiherr Lucius von Stoedten sowie Robert von Lucius.

### Lübecker Ast

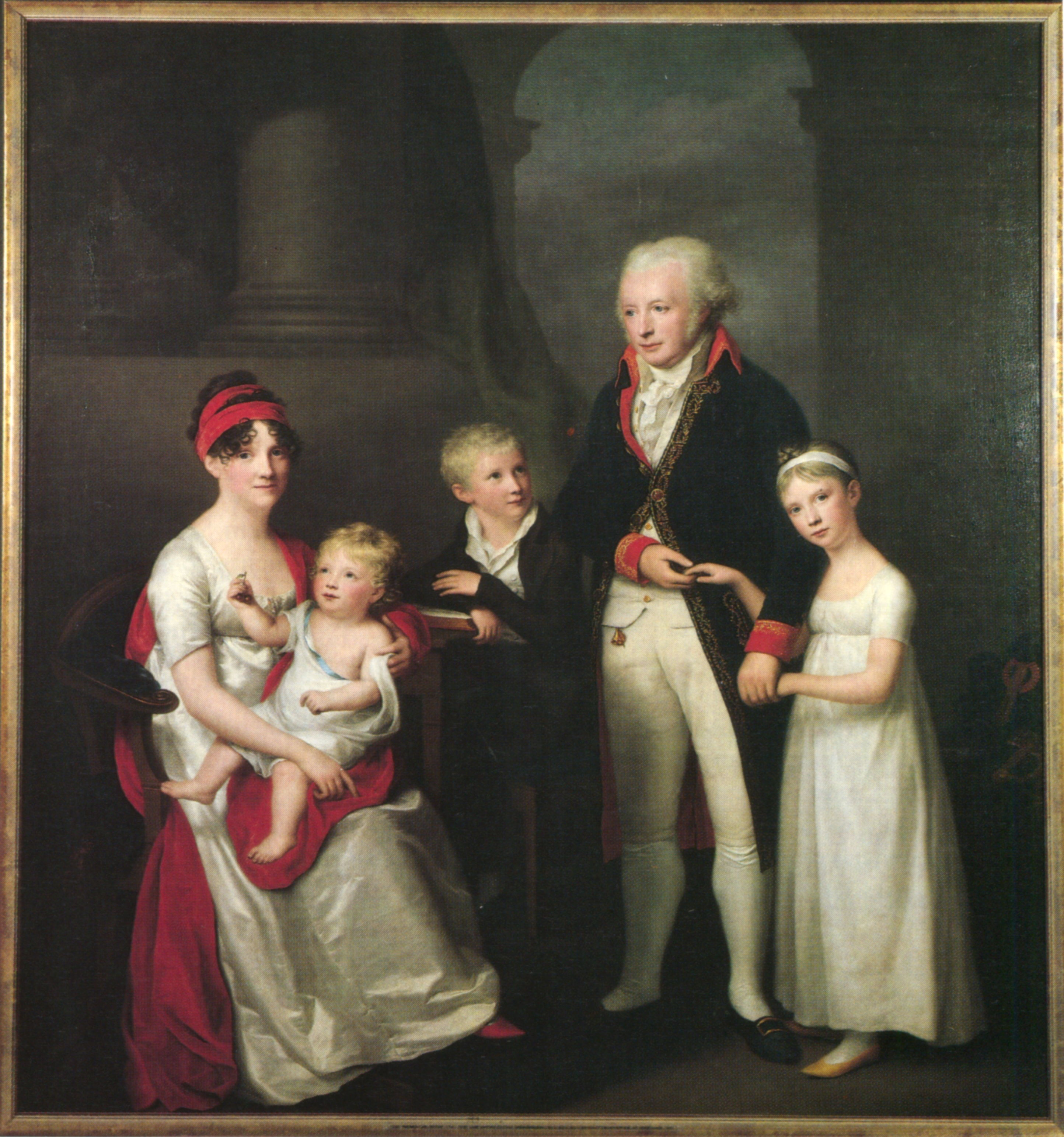
Friedrich Carl Gröger: Marc André Souchay und Familie (um 1805)

- Marc André Souchay (Kaufmann, 1759) (1759–1814), Kaufmann in Lübeck ⚭ Cornelie Hugues (1768–1838).
  - Marc André Souchay (Kaufmann, 1796) (1796–1868), Kaufmann und Musikliebhaber ⚭ Elisabeth Louise Betty Ganslandt (1806–1842)
    - Marc André Souchay (Kaufmann, 1824) (1824–1880), Kaufmann und Musikkritiker ⚭ Maria Mathilde Irsengarten (1829–1916)
      - Theodora (1857–1945) ⚭ Theodor Distel, Archivar

    - Wilhelm Souchay (1827–), Gutsbesitzer auf Wintershagen ⚭ Emilie Friederike Ebner (1828–)
      - Emilie Souchay (1855–1918) ⚭ Georg Arnold Behn, Senator
      - Cornelia Souchay (1858–1930) ⚭ Carl Richard Christian Behn (1852–1895), Oberlandesgerichtsrat in Hamburg

    - Theodor Souchay (1833–1903), Landwirt und Dichter ⚭ Johanna Marie Friedericke Knaus (1838–1889)
      - Marc André Souchay (1861–1944), Oberstaatsanwalt und Schriftsteller
      - Konrad Theodor Souchay (1864–1923), Augenarzt
        - Marc-André Souchay (1906–1991), Komponist ⚭ Lore Volz
          - Dorothea Souchay (* 1939), Germanistin ⚭ Holger Michael Klein (* 1938), Anglist
          - Adelheid Souchay (* 1948), Geigerin

Zu den Töchternachkommen zählen Röttger Ganslandt, Johannes Geibel und seine Nachkommen, darunter Emanuel Geibel, die Nachkommen von Emil Ferdinand Fehling (Maria Fehling, Ferdinand Fehling, Jürgen Fehling) und Karl Peter Klügmann, August und Hugo Brehmer, August Wilhelm Fehling, Carl Curtius, Wilhelm Gädeke, Wilhelm Focke und Henrich Focke sowie Lilly Dieckmann.

### Berliner Linie
- Cornelius Christian Friederich Souchay (1817–1892), Weinhändler, Gründer von F. C. Souchay ⚭ Ida Caroline Sickel (1825–1887)
  - Charles Esaie André Souchay (1848–1911), Weinhändler ⚭ Emma Rose (1855–1909)
    - Erich Souchay (1877–1941), Maler

  - Paul Souchay (1849–1900), Maler ⚭ Helene Koch (1860–1930)
    - Curt Souchay (1893–1978), Generalmajor

## Erinnerung

### Grabmonumente

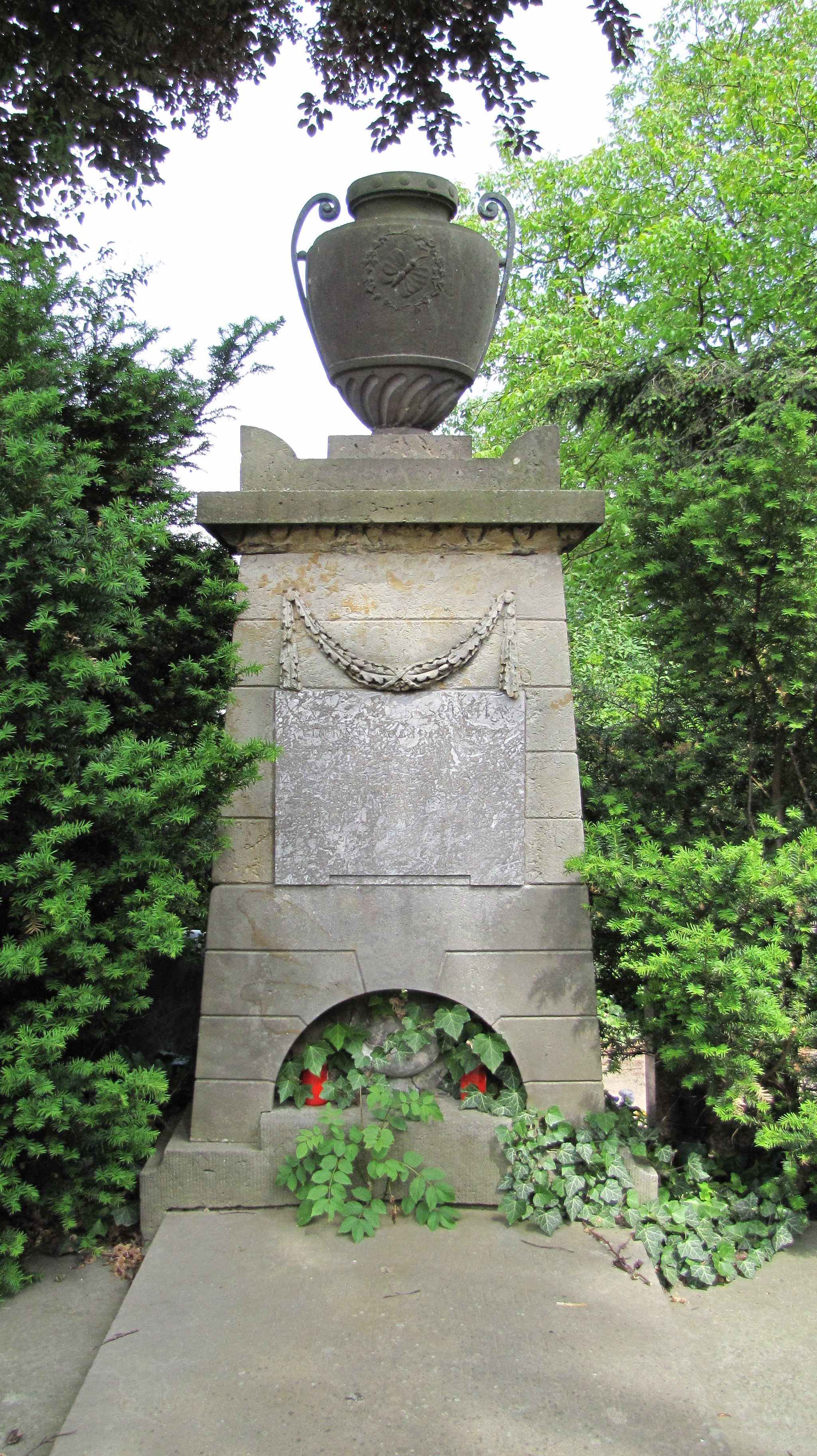
Grabmal in Lübeck

- Lübeck: Friedhof an der St.-Jürgen-Kapelle: klassizistisches Grabmal für Marc-André Souchay und Familie (Denkmalschutz).
- Frankfurt am Main, Frankfurter Hauptfriedhof: Grab von Eduard Souchay sowie Familiengrab Jeanrenaud
- Dresden
  - Innerer Plauenscher Friedhof in Dresden-Plauen: Familiengrab Marc André Souchays
  - Loschwitzer Friedhof: Grab Johann Daniel Souchays und seiner Frau
- Berlin, Friedhof II der Französisch-reformierten Gemeinde an der Liesenstraße: mit Porträtmedaillon geschmücktes Grabmal für Paul Souchay
- Withington, Greater Manchester, Kirchhof der St Paul’s Church: Familiengrab Charles Isaac Souchay

### Straßen
In Lübeck erinnert die Souchaystraße in der Nähe des Herrenhauses Krempelsdorf in Lübeck-St. Lorenz an Marc André Souchay und seine Familie. Die Straße erhielt ihre Benennung 1941 auf Anregung von Louise Souchay (1858–1945), der letzten Lübecker Nachfahrin der Familie.
In Frankfurt-Sachsenhausen erinnert die Souchaystraße an Eduard Franz Souchay.
Der Souchay Court liegt an der Clothorn Road in Manchester.
Auch in Dresden-Loschwitz gab es ab 1904 eine Souchaystraße, die an John Daniel Souchay erinnerte. Seit 1946 heißt sie Tolstoistraße.

### Literarisches
Der kubanische Autor Leonardo Padura veröffentlichte 1990 die Erzählung El romance de Angerona, die in freier Form die Beziehung zwischen Cornelio Souchay und der aus Haiti stammenden gemischtrassigen (mulato) Úrsula Lambert und ihre Rolle bei der Leitung der Plantage Angerona beschreibt. Daraus entstand mit dem Regisseur Rigoberto López der Film Roble de olor (2004, Englisch Scent of oak).